# Лазе-Прнявор
45°17′ пн. ш. 17°42′ сх. д. / 45.28° пн. ш. 17.70° сх. д.
Лазе-Прнявор (хорв. Laze Prnjavor) — населений пункт у Хорватії, у Пожезько-Славонській жупанії у складі міста Пожега.

## Населення
Населення за даними перепису 2011 року становило 10 осіб.
Динаміка чисельності населення поселення:

## Клімат
Середня річна температура становить 10,82 °C, середня максимальна — 24,94 °C, а середня мінімальна — -5,40 °C. Середня річна кількість опадів — 845 мм.
| Клімат поселення                              | Клімат поселення | Клімат поселення | Клімат поселення | Клімат поселення | Клімат поселення | Клімат поселення | Клімат поселення | Клімат поселення | Клімат поселення | Клімат поселення | Клімат поселення | Клімат поселення | Клімат поселення |
| Показник                                      | Січ.             | Лют.             | Бер.             | Квіт.            | Трав.            | Черв.            | Лип.             | Серп.            | Вер.             | Жовт.            | Лист.            | Груд.            |                  |
| Середній максимум, °C                         | 6,96             | 8,16             | 12,49            | 16,98            | 21,74            | 24,94            | 24,07            | 23,65            | 19,65            | 14,47            | 9,08             | 4,82             |                  |
| Середня температура, °C                       | 0,78             | 2,00             | 6,30             | 10,80            | 15,57            | 18,76            | 20,70            | 20,28            | 16,29            | 11,12            | 5,72             | 1,47             |                  |
| Середній мінімум, °C                          | −5,4             | −4,18            | 0,12             | 4,61             | 9,40             | 12,58            | 17,35            | 16,92            | 12,94            | 7,76             | 2,36             | −1,9             |                  |
| Норма опадів, мм                              | 53               | 51               | 54               | 66               | 78               | 102              | 77               | 75               | 64               | 74               | 83               | 68               |                  |
| Середньомісячна швидкість вітру, м/с          | 1.91             | 2.15             | 2.44             | 2.36             | 2.14             | 1.95             | 1.91             | 1.76             | 1.76             | 1.84             | 1.92             | 1.96             |                  |
| Середньомісячна сонячна радіація, кДж/м²·день | 4369             | 7135             | 10939            | 15309            | 19313            | 21330            | 22331            | 20251            | 14932            | 9328             | 4965             | 3649             |                  |
| --------------------------------------------- | ---------------- | ---------------- | ---------------- | ---------------- | ---------------- | ---------------- | ---------------- | ---------------- | ---------------- | ---------------- | ---------------- | ---------------- | ---------------- |
| Джерело:                                      |                  |                  |                  |                  |                  |                  |                  |                  |                  |                  |                  |                  |                  |